# Приалит Реутов
«Приали́т Ре́утов» — российский футбольный клуб из города Реутова. Выступает в чемпионате ЛФК (III дивизион) Московской области (группе «А»).

## История
Был создан в 2009 году на базе ДЮСШ «Приалит». Название происходит от ООО «Торговый двор в Ново-Косино «Приалит», принадлежащего основателю ДЮСШ «Приалит» бизнесмену Борису Пантелеевичу Алифёрову. Это новация английского  карточного термина «prial» = «pair royal», что означает «королевская пара» или три карты одного достоинства.
Официальной причиной создания послужило расформирование в 2008 году единственного реутовского футбольного клуба ФК «Реутов». Костяк команды составили воспитанники реутовской школы 1989-91 годов рождения. Помимо них в команду был приглашён Евгений Ловчев-младший — двукратный чемпион Казахстана и обладатель Кубка Казахстана по футболу, сын известного советского футболиста Евгения Ловчева; лучший бомбардир Третьей лиги 2008 года Евгений Сосулин и другие опытные футболисты. Главным тренером был назначен мастер спорта и заслуженный тренер Владимир Кобзев, начальником — знаменитый футболист и лучший бомбардир ЦСКА 70-х, заслуженный мастер спорта Борис Копейкин.
Команда начала выступать в 2009 году в Дивизионе «А» МРО «Центр». По результатам сезона заняла третье место, а нападающий Евгений Сосулин стал лучшим бомбардиром дивизиона, забив 23 гола. Пост главного тренера в течение сезона (в середине сентября) перешёл к Борису Копейкину.
В сезоне 2010 команда заняла шестое место, в Кубке ЛФК Москвы дошла до полуфинала.
В конце 2010 года главным тренером был назначен бывший тренер ФК «Москва» Николай Васильев, состав команды также пополнился бывшими игроками «Москвы». В конце марта 2011 года Васильев был уволен по собственному желанию. Главным тренером стал Александр Томилко.
В сезоне 2011 команда выиграла Кубок ЛФК Москвы. В финале 10 сентября 2011 года «Приалит» встретился с командой «Локомотив-2» (мол.) и победил со счетом 5:1.
В сезоне 2011/2012 клуб выиграл чемпионат с отрывом в 9 очков.
С сезона 2019 клуб перешёл из чемпионата Москвы в чемпионат Московской области. В 2022 году играет под названием «СШ „Приалит“» в Лиге «Б».

## Достижения
- Высшее достижение в Первенстве ЛФК МРО «Центр» — 1 место 2011/2012, победа в Кубке ЛФК — 2011.
- Самая крупная победа — 18:1 над «Интернационалом» (2009).
- Самое крупное поражение — 0:5 от ФК «Зеленоград» (2012).

## Статистика выступлений
| Сезон     | Лига/дивизион          | Лига/дивизион                        | Место | И  | В  | Н | П  | М      | О  | Кубок                                               | Тренер                         |
| --------- | ---------------------- | ------------------------------------ | ----- | -- | -- | - | -- | ------ | -- | --------------------------------------------------- | ------------------------------ |
| 2009      | ЛФЛ/ ЛФК/ III дивизион | Москва, Дивизион А                   | 3     | 32 | 23 | 1 | 8  | 120-30 | 70 | 1/8 Кубка ЛФК (зона «Москва»)                       | Владимир Кобзев Борис Копейкин |
| 2010      | ЛФЛ/ ЛФК/ III дивизион | Москва, Дивизион А                   | 6     | 28 | 17 | 4 | 7  | 70-37  | 55 | 1/2 Кубка ЛФК (зона «Москва»)                       | Борис Копейкин                 |
| 2011/2012 | ЛФЛ/ ЛФК/ III дивизион | Москва, Дивизион А                   | 1     | 36 | 32 | 2 | 2  | 137-33 | 98 | Обладатель Кубка ЛФК (зона «Москва»)                | Александр Томилко              |
| 2012      | ЛФЛ/ ЛФК/ III дивизион | Москва                               | 6     | 12 | 7  | 1 | 4  | 35-29  | 22 | Финалист Кубка ЛФК (зона «Москва»)                  | Александр Томилко              |
| 2013      | ЛФЛ/ ЛФК/ III дивизион | Москва                               | 2     | 26 | 20 | 3 | 3  | 101-31 | 63 | 1/8 Кубка ЛФК (зона «Москва»)                       | Владимир Джубанов (?)          |
| 2014      | ЛФЛ/ ЛФК/ III дивизион | Москва                               | 5     | 28 | 19 | 1 | 8  | 86−39  | 58 | 1/2 Кубка ЛФК (зона «Москва»)                       | Александр Томилко              |
| 2015      | ЛФЛ/ ЛФК/ III дивизион | Москва                               | 3     | 28 | 19 | 4 | 5  | 89−32  | 61 | 1/16 Кубка ЛФК (зона «Москва»)                      | Александр Томилко              |
| 2016      | ЛФЛ/ ЛФК/ III дивизион | Москва                               | 7     | 28 | 16 | 1 | 22 | 83−50  | 49 | 1/2 Кубка ЛФК (зона «Москва»)                       | Владимир Антонов               |
| 2017      | ЛФЛ/ ЛФК/ III дивизион | Москва                               | 9     | 25 | 12 | 3 | 10 | 81−46  | 39 | 1/4 Кубка ЛФК (зона «Москва»)                       | Александр Томилко              |
| 2018      | ЛФЛ/ ЛФК/ III дивизион | Москва                               | 11    | 28 | 7  | 2 | 19 | 37−73  | 23 | 1/8 Кубка ЛФК (зона «Москва»)                       |                                |
| 2019      | ЛФЛ/ ЛФК/ III дивизион | Московская область, Лига А           | 8     | 30 | 14 | 3 | 13 | 75−80  | 45 | 1/8 Кубка Московской области (для команд лиг А и Б) |                                |
| 2020      | ЛФЛ/ ЛФК/ III дивизион | Московская область, Лига А           | 6     | 13 | 7  | 1 | 5  | 34−25  | 22 | —                                                   | Павел Коваль                   |
| 2021      | ЛФЛ/ ЛФК/ III дивизион | Московская область, Лига А           | 15    | 30 | 3  | 3 | 24 | 31−129 | 12 | 1/4 кубка Лиги (для команд лиг А и Б)               | Павел Коваль                   |
| 2022      | IV дивизион            | Московская область, Лига «Б», зона 2 | 4     | 24 | 13 | 3 | 8  | 54−38  | 42 | —                                                   | Максим Зюзин                   |

В 1996—1997 годах в Первенстве КФК выступала команда «Волга-Приалит» Реутов. В 1998—2000 годах — «Приалит» Реутов.